# Fernand Gillet
Pour les articles homonymes, voir Gillet.
Fernand Gillet, né le 15 octobre 1882 à Paris 10e et mort le 8 mars 1980 à Boston, hautboïste et professeur de musique franco-américain. 

## Biographie
Fernand Gillet fut le principal hautboïste de l'Orchestre symphonique de Boston de 1925 à 1946. 
Au début du mois de septembre 1942, il a également enseigné au New England Conservatory of Music de Boston.
Fernand Gillet fut également professeur de musique au conservatoire de musique de Montréal. 
Fernand Gillet était le neveu et élève de Georges Gillet hautboïste français (1854-1920).
Fernand Gillet fut naturalisé citoyen des États-Unis le 11 septembre 1933 par décision de la Cour de Justice de l'État du Massachusetts.